# Gemonio
Gemonio är en ort och kommun i provinsen Varese i regionen Lombardiet i Italien. Kommunen hade 2 881 invånare (2018).